# Полинка
Поли́нка (рос. Полынка) — річка в Росії, протікає територією Кіровської області (Зуєвський район, Фальонський район), ліва притока Чепци.
Річка починається за 1,5 км на північний захід від села Солдарі. Протікає на північний схід, в середній течії повертає на північ та північний захід. Пригирлова ділянка спрямована строго на захід. Впадає в одну з стариць на кордоні із Зуєвським районом, яка з'єднана з Чепцою. Верхня течія пересихає. Приймає декілька дрібних приток. Береги річки на значному протязі заліснені.
Над річкою розташовано село Плешки, біля якого збудовано автомобільний та залізничний мости. Ще один автомобільний міст збудовано в середній течії.